# Бабошин, Герман Павлович
Ге́рман Па́влович Бабо́шин (3 февраля 1941, Киров — 12 декабря 2018, Киров) — советский и российский тренер по классической борьбе. Заслуженный тренер РСФСР.

## Биография
Родился в 1941 году в городе Кирове. В спортивном обществе «Динамо» с 1954 года. Начал спортивную карьеру в 1955 году, поначалу занимался прыжками с трамплина на лыжах, однако в 1956 году переключился на классическую борьбу из-за неудачного падения. Занимался у заслуженного тренера СССР Дьяконова Александра Петровича. Выполнил норматив мастера спорта СССР. Был удостоен титула чемпиона общества «Динамо» и Зональных первенств Советского Союза.
Затем начал заниматься тренерской деятельностью. В 35 лет ему было присвоено звание «Заслуженный тренер РСФСР» за подготовку трёх мастеров спорта международного класса: Владимира Шатунова, Владимира Галкина, Геннадия Скрябина (все трое — представители общества «Динамо»), а также обладателя командного Кубка Европы Дамира Габидуллина.
В 1976 году тренеру облсовета «Динамо» Бабошину Герману Павловичу присвоено звание «Заслуженный тренер РСФСР». В 1978 году он был включен в десятку лучших тренеров СССР по классической борьбе. В период своей деятельности на тренерском поприще подготовил будущего заслуженного тренера РСФСР Виталия Татаринова и заслуженного тренера России Владимира Шатунова.
В зрелом возрасте Герман Павлович принял участие на Чемпионатах мира и России по греко-римской борьбе среди мастеров. Дважды стал призёром чемпионата мира и дважды — чемпионом России.
В 1992 году ему было присвоено звание «Почётный динамовец», а в 2001 году он был награждён знаком «Отличник физической культуры и спорта России».
Является автором двух книг об истории борьбы в Кировской области с 1949 по 2004 годы.
В 2002—2005 годы был председателем регионального отделения Российской партии пенсионеров, с 2008 года состоял в партии «Справедливая Россия». В 2006―2011 годы был депутатом Законодательного Собрания Кировской области 4-го созыва. Умер 12 декабря 2018 года.